# Chokusaisha
Chokusaisha (jap. 勅祭社; vollständiger Titel: 勅使参向の神社, chokushi sankō no jinja) sind Shintō-Schreine, die ein Anrecht auf einen Chokushi (勅使), einen besonderen Abgesandten des Tennō zu besonders wichtigen Festen, haben. Zu den Schreinen, die gegenwärtig noch diesen Titel tragen, gehören:
| Name                     | Name                     | Ort                         |
| ------------------------ | ------------------------ | --------------------------- |
| Kamo-jinja 1             | Kamowakeikazuchi-jinja   | Kita-ku, Kyōto              |
| Kamo-jinja 1             | Kamomioya-jinja          | Sakyō-ku, Kyōto             |
| Iwashimizu Hachiman-gū 2 | Iwashimizu Hachiman-gū 2 | Yawata, Präfektur Kyōto     |
| Kasuga-Taisha            | Kasuga-Taisha            | Nara, Präfektur Nara        |
| Atsuta-jingū             | Atsuta-jingū             | Atsuta-ku, Nagoya           |
| Izumo-Taisha             | Izumo-Taisha             | Izumo, Präfektur Shimane    |
| Hikawa-jinja             | Hikawa-jinja             | Ōmiya-ku, Saitama           |
| Kashima-jingū 3          | Kashima-jingū 3          | Kashima, Präfektur Ibaraki  |
| Katori-jingū 3           | Katori-jingū 3           | Katori, Präfektur Chiba     |
| Kashihara-jingū          | Kashihara-jingū          | Kashihara, Präfektur Nara   |
| Ōmi-jingū                | Ōmi-jingū                | Ōtsu, Präfektur Shiga       |
| Heian-jingū              | Heian-jingū              | Sakyō-ku, Kyōto             |
| Meiji-jingū              | Meiji-jingū              | Shibuya-ku, Präfektur Tokio |
| Yasukuni-jinja 4         | Yasukuni-jinja 4         | Chiyoda-ku, Präfektur Tokio |
| Usa-jingū 5              | Usa-jingū 5              | Usa, Präfektur Ōita         |
| Kashii-gū 5              | Kashii-gū 5              | Higashi-ku, Fukuoka         |

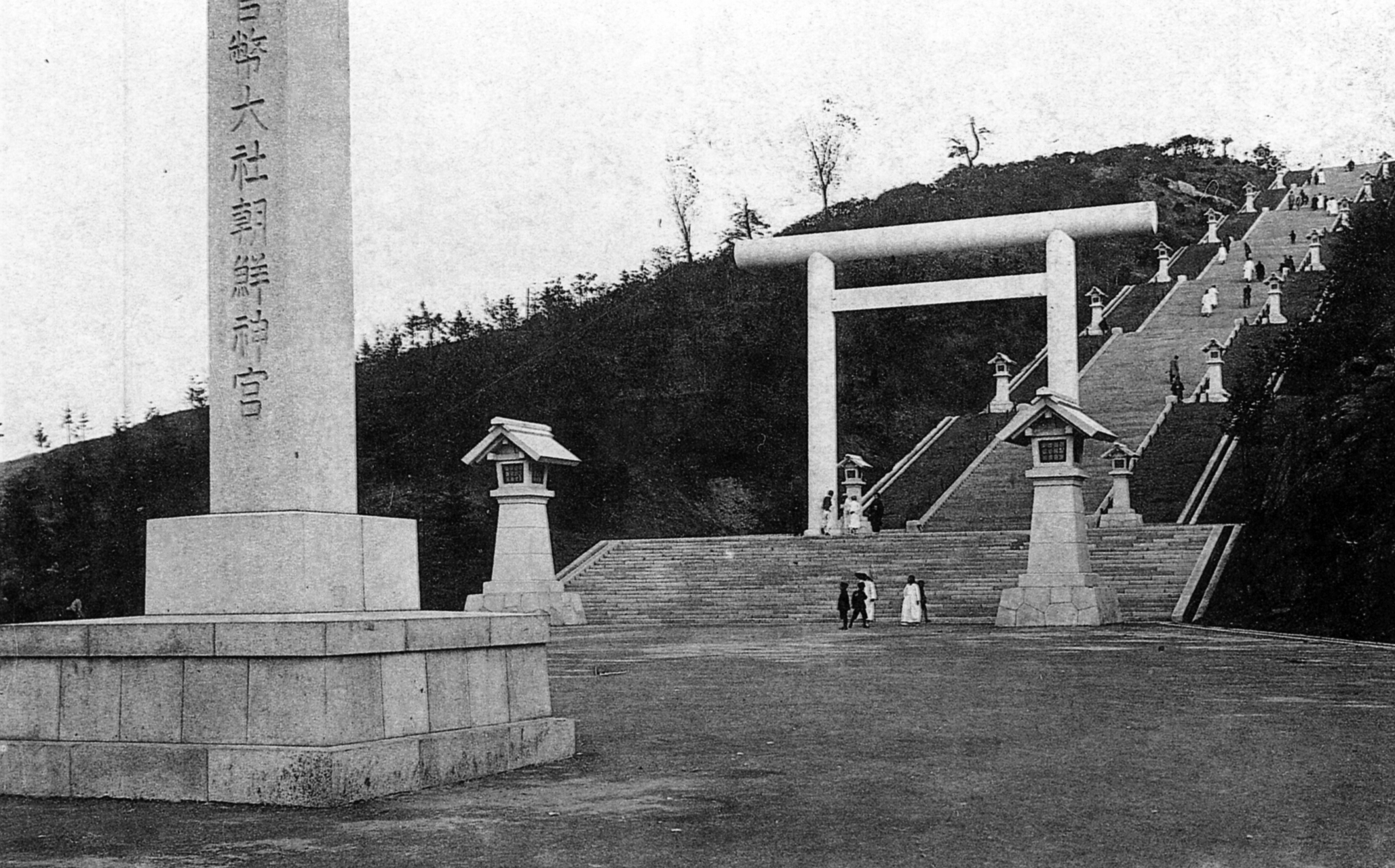
Der Chōsen-jingū zur Zeit des Japanischen Kaiserreichs

Außerdem erhält der Ise-jingū, der an der Spitze der Schreinhierarchie steht, dreimal pro Jahr Chokushi, fällt aber dennoch nicht in die Kategorie der Chokusaisha. Auch ist in der obigen Liste der Chōsen-jingū nicht aufgeführt, den Japan 1925 in Keijō in seiner Kolonie Chōsen errichtet hatte. Er wurde nach dem Ende des Zweiten Weltkriegs abgerissen.